# وایزن
وایزن (به آلمانی: Weisen) یک شهر در آلمان است که در پریگنیتس واقع شده‌است. وایزن ۱٬۱۰۸ نفر جمعیت دارد.